# خزرآباد
فرح آباد یک منطقه تفریحی در شهرستان ساری است که به اشتباه به آن خزرآباد گفته میشود. این منطقه به‌دلیل وجود مجتمع‌های تفریحی ادارات دولتی گوناگون در آن شناخته‌شده‌است.
بر مبنای آخرین داده های جغرافیایی فرح آباد ۲.۴ کیلومتر درازا دارد.